# Phumosia murphyi
Phumosia murphyi este o specie de muște din genul Phumosia, familia Calliphoridae, descrisă de Hii Lu King și Hiromu Kurahashi în anul 1977. Conform Catalogue of Life specia Phumosia murphyi nu are subspecii cunoscute.